# Deutrichs Hof

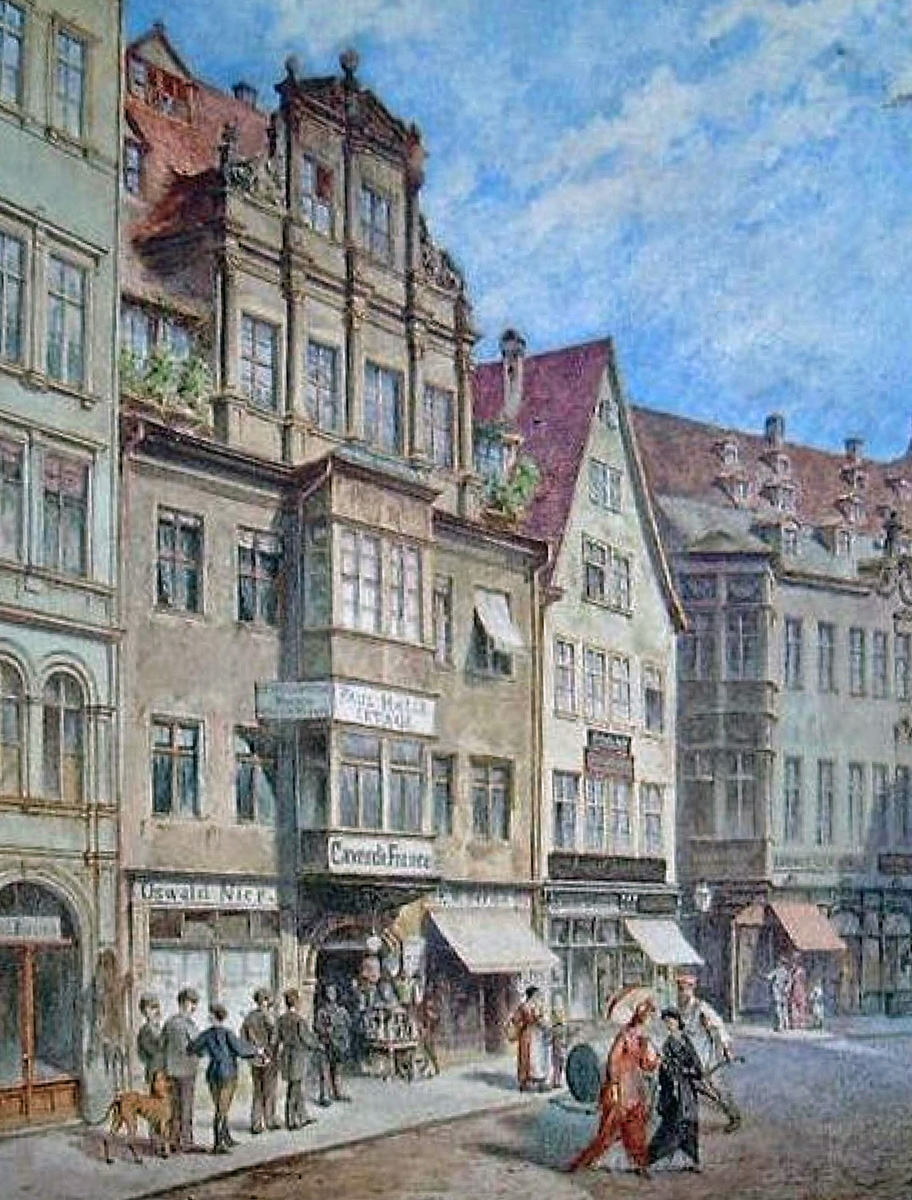
Die Reichsstraßenseite von Deutrichs Hof um 1900

Deutrichs Hof war ein Durchgangshof in Leipzig, der sich zwischen Reichsstraße und Nikolaistraße erstreckte und an seinen Enden repräsentative Bauten aufwies. Er wurde im Zweiten Weltkrieg zum Teil zerstört und später völlig beseitigt.

## Lage und Gestalt
Das Grundstück von Deutrichs Hof erstreckte sich als schmaler, etwa 80 Meter langer Streifen zwischen den Straßenfronthäusern Reichsstraße 8 und Nikolaistraße 13 parallel zum Schuhmachergäßchen und hinter dessen Grundstücken.
Der Kopfbau an der Reichsstraße war ein dreistöckiges Gebäude im Stile der Spätrenaissance mit einem Kastenerker und einem verzierten Treppengiebel. Ein ähnlicher Bau stand bis 1896 auch an der Nikolaistraße, wurde dann aber durch ein neoklassizistisches Gebäude ersetzt. Der Hof, der stellenweise Laubengänge enthielt, war von schmalen niedrigeren Bauten flankiert. Hier existierte in Resten eine verzierte Holzkonstruktion, die der Kunsthistoriker Cornelius Gurlitt dem Jahr 1670 zuordnete.

## Geschichte
Die erste Erwähnung von der Bebauung des Grundstücks ist die Errichtung eines Gebäudes im Stil der Spätrenaissance an der Reichsstraße durch den aus Lindau stammenden Andreas Egger. Er war der Onkel des späteren kursächsischen Oberpostmeisters Johann Jakob Kees. Der Bau war das erste größere Bürgerhaus, das in Leipzig nach dem Ende des Dreißigjährigen Krieges errichtet wurde. Im 18. Jahrhundert gehörte das Anwesen der Handelsfamilie Richter, die durch Blauwarenhandel zu Reichtum gekommen war und der die Handelsherren und Sammler Johann Christoph und Johann Zacharias Richter entstammten. 1797 kaufte die namensgebende Familie Deutrich das Grundstück, der auch der spätere Leipziger Bürgermeister Christian Adolf Deutrich angehörte und in deren Besitz es bis 1889 blieb.

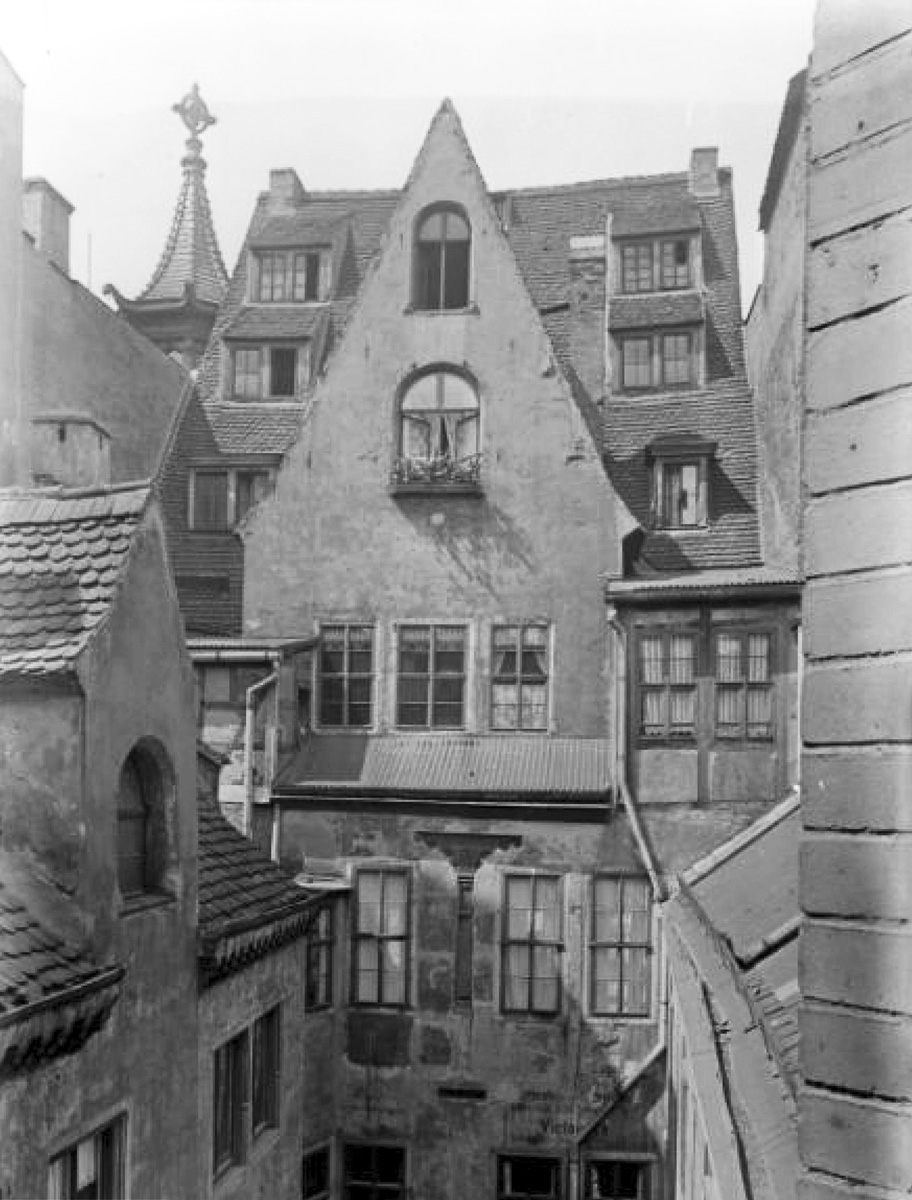
Innenbereich des Hofes nach Westen, 1905
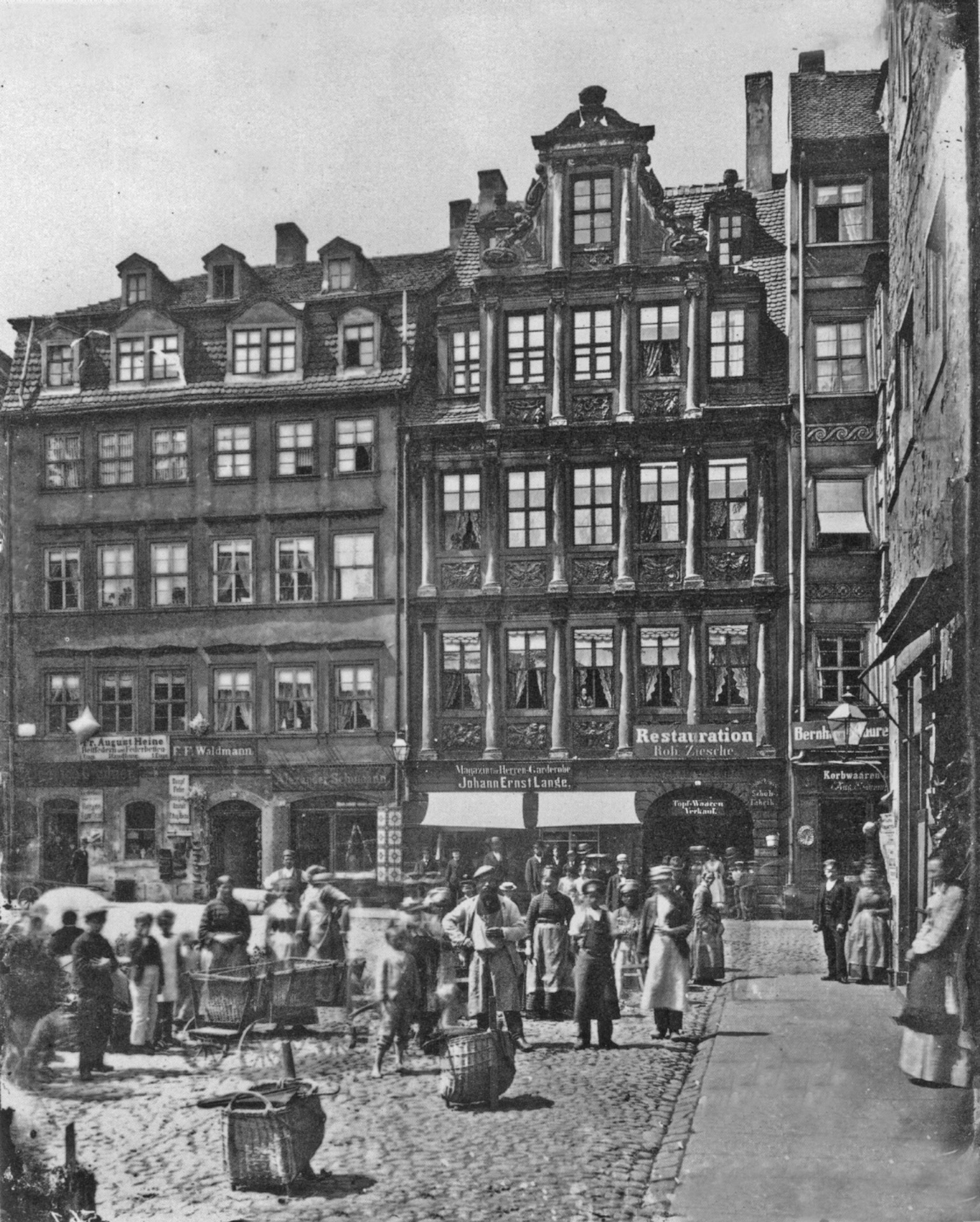
Die Nikolaistraßenseite 1880
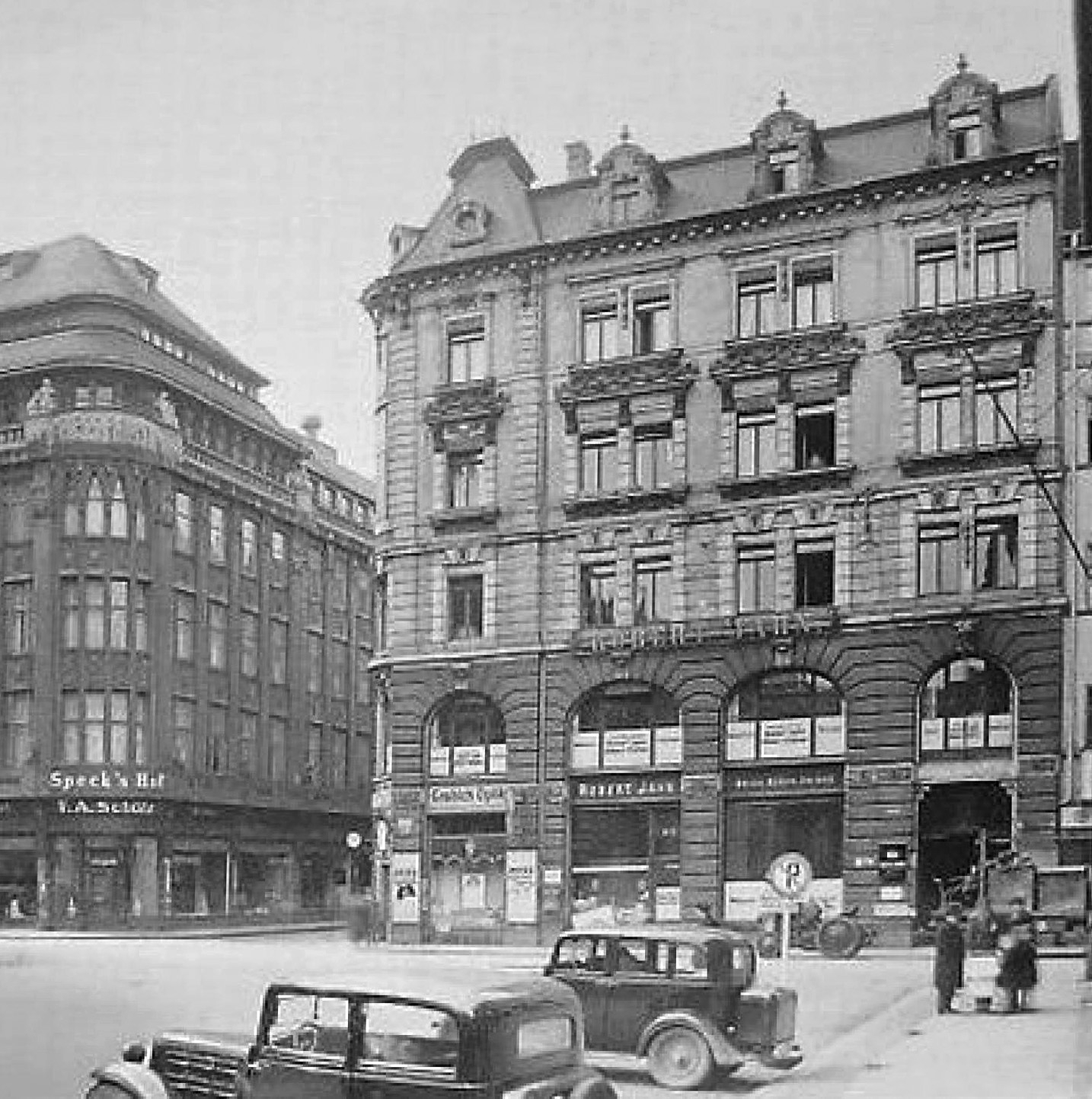
Die Nikolaistraßenseite nach dem Neubau 1896
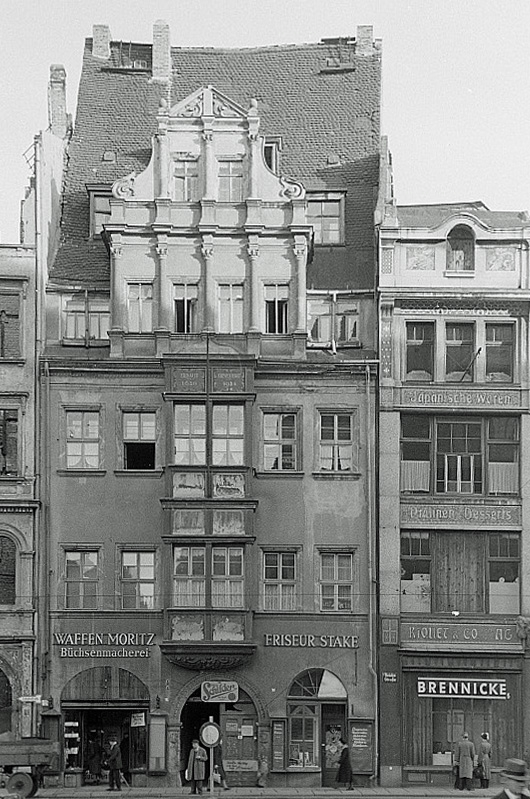
Deutrichs Hof (Reichsstraße) 1948
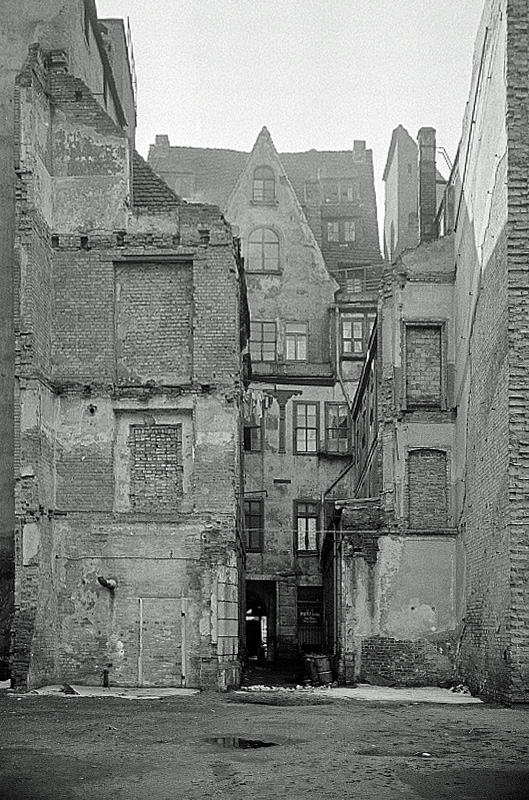
Die innere westliche Hälfte des Hofes 1952
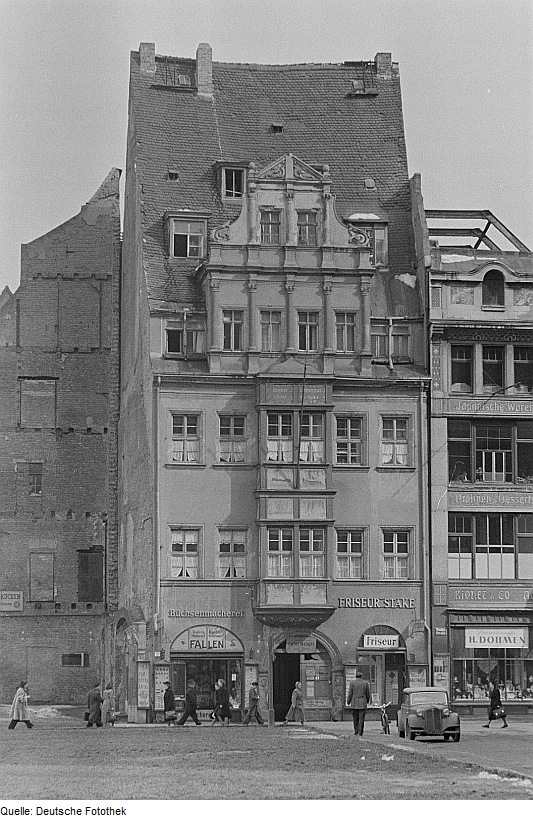
Deutrichs Hof 1952, 1968 abgerissen

Danach kam das an der Nikolaistraße benachbarte Grundstück Nr. 11 hinzu, und über beide Grundstücke wurde 1896 ein neuer Bau errichtet. Dieses Gebäude wurde im Zweiten Weltkrieg total zerstört, während jenes an der Reichsstraße nur beschädigt und weiterhin genutzt wurde, insbesondere durch die Büchsenmacherei Waffen-Moritz. Das benachbarte Riquet-Haus wurde saniert, Deutrichs Hof 1968 aber abgerissen.
Auf dem Nikolaistraßenteil des Grundstücks wurde während der DDR-Zeit ein Bürohaus errichtet, das inzwischen durch ein Hotel ersetzt worden ist. Das Gelände an der Reichsstraße wird nach bisher erfolglosen Investitionsbemühungen immer noch als Parkplatz genutzt.
Bereits auf der Bauausstellung der DDR im Jahre 1987 waren eine Fassadenrekonstruktion samt Lückenschließungen an Reichsstraße und Schuhmachergäßchen geplant; eine Passage sollte von der Reichsstraße zum Nikolaikirchhof führen.